# Uroczysko Łopień
Uroczysko Łopień este o arie protejată (sit de importanță comunitară — SCI) din Polonia întinsă pe o suprafață de 44,52 ha, integral pe uscat.

## Localizare
Centrul sitului Uroczysko Łopień este situat la coordonatele 49°41′56″N 20°16′39″E / 49.6989°N 20.2774°E.

## Înființare
Situl Uroczysko Łopień a fost declarat sit de importanță comunitară în ianuarie 2006 pentru a proteja 6 specii de animale.

## Biodiversitate
Situată în ecoregiunea alpină, aria protejată conține 4 habitate naturale: Turbării active, Peșteri inaccesibile publicului, Păduri de fag Asperulo-Fagetum, Mlaștini împădurite.
La baza desemnării sitului se află mai multe specii protejate:
- amfibieni (2): izvoraș-cu-burta-galbenă (Bombina variegata), Triturus montandoni
- mamifere (4): liliac cu urechi mari (Myotis bechsteinii), liliac cărămiziu (Myotis emarginatus), liliac comun (Myotis myotis), liliacul mic cu potcoavă (Rhinolophus hipposideros)